# 库利亚坎
库利亚坎（西班牙語：Culiacán）是墨西哥西北部城市，锡那罗亚州最大的城市，也是该州州府所在地。
库利亚坎自治区包含库利亚坎市及周边地区，总面积4,758 km² ，总人口793,703。库利亚坎也是墨西哥著名販毒集團锡纳罗亚贩毒集团的创始地。

## 经济
库利亚坎经济以农业与商业为主。

## 教育
- 锡那罗亚自治大学

## 著名人物
- 胡里奥·塞萨尔·查韦斯（英语：Julio César Chávez），墨西哥拳击手
- 华金·古兹曼·洛埃拉，墨西哥錫納羅亞販毒集團毒梟